# Jacob Busch
Jacob Busch (* 11. Dezember 1786 in Limburg an der Lahn; † im 19. Jahrhundert) war ein deutscher Kaufmann und Mitglied des Nassauischen Landtags.

## Leben
Jacob Busch wurde als Sohn des Posthalters Anton Busch (1763–1836) und dessen Ehefrau Clara Fachinger (1767–1818) geboren. 
Er war als Kaufmann in seinem Heimatort tätig, als er am 22. März 1820 aus der Gruppe der Gewerbetreibenden ein Mandat für die Zweite Kammer des Nassauischen Landtags erhielt. 
Er war Nachfolger des Peter Heinrich Schmidt und blieb bis 1824 in dem Parlament.